# ジョン・シーモア (第4代サマセット公爵)
第4代サマセット公爵ジョン・シーモア（英語: John Seymour, 4th Duke of Somerset、1628年頃 - 1675年4月29日）は、イングランド王国の貴族。

## 生涯
第2代サマセット公爵ウィリアム・シーモアとフランセス・デヴァルー(Frances Devereux、第2代エセックス伯爵ロバート・デヴァルーの娘)の四男として生まれた。
1661年から襲爵までの間、マールバラ選挙区選出の庶民院議員を務めている。この頃には借金から手許不如意に苦しんでおり、母フランシスや親族ハーバート卿ヘンリー・サマセットと手当や父の遺産相続時の財産分与をめぐって口論となった挙句に家から追い出されたという。また、かさむ借財の債権者から逃れるべく1666年にグレイ法曹院に入校、借金を完済した1671年まで在籍した。
本家筋にあたる甥の第3代サマセット公爵ウィリアム・シーモアが1671年12月12日に未婚のまま死去したため、サマセット公爵を相続、これ以降は再び贅沢にのめり込む生活を送った。
晩年にあたる1672年よりその死までウィルトシャー州統監及びサマセット州統監を務めた。
1675年4月29日に子供のないまま死去、ソールズベリー大聖堂に埋葬された。彼の死去に伴ってハートフォード侯爵は廃絶したが、サマセット公爵を含む残る爵位は分家筋のトローブリッジのシーモア男爵家当主フランシスに継承された。

## 家族
1661年に未亡人サラ・アルストン(Sarah Alston、生年未詳、サー・エドワード・アルストンの娘)と結婚して持参金を得たが夫妻仲はすこぶる悪く、また二人の間に子供はなかった。

### 註釈
1. ↑  彼らの父第2代サマセット公爵は最晩年にサマセット公爵位を回復したため、兄ビーチャム卿ヘンリー・シーモア（英語版）は襲爵を待たずに死去していたことから、その息子ウィリアムが第3代サマセット公爵となった。そこで親族のハーバート卿(のち初代ボーフォート公爵)が幼年の3代公の後見人を果たしていた。
2. ↑  メアリー・ヘイスティングスは、襲爵後ふたたび贅沢三昧をはじめた彼を皮肉って『公爵はご自身の欠点を次々と見出しています』と手紙の中で綴っている[2]。